# ساوت پیکنهام
ساوت پیکنهام (به انگلیسی: South Pickenham) یک روستا و محله مدنی در بریتانیا است که در Breckland District واقع شده‌است. ساوت پیکنهام ۷٫۵۸ کیلومتر مربع مساحت و ۱۰۱ نفر جمعیت دارد.